# 奇克街道
奇克街道，是中华人民共和国黑龙江省黑河市逊克县下辖的一个乡镇级行政单位。

## 行政区划
奇克街道下辖以下地区：
。